# Condado de Worth (Geórgia)
O Condado de Worth é um dos 159 condados do Estado americano de Geórgia. A sede do condado é Sylvester, e sua maior cidade é Sylvester. O condado possui uma área de 1 488 km², uma população de 21 967 habitantes, e uma densidade populacional de 15 hab/km² (segundo o censo nacional de 2000). O condado foi fundado em 20 de dezembro de 1853.